# Golfo de Mannar
El golfo de Mannar (del inglés: Gulf of Mannar) y en tamil: மன்னார் வளைகுடா es un brazo del océano Índico, ocupando desde la punta sur de la India hasta la costa oeste de Sri Lanka, con una anchura entre 160 y 200 km. Una cadena de islas bajas y escollos llamados Puente de Rama, también llamado puente de Adán, separa el golfo de Mannar del estrecho de Palk, que se sitúa en el norte, entre Sri Lanka y la India. En el golfo desemboca el río Tambaraparani de la costa india y el río Aruvi Aru de la costa ceilanesa.